# Alekséi Pázhitnov
Alekséi Leonídovich Pázhitnov (en ruso: Алексе́й Леони́дович Па́житнов; transliterado académicamente como Alekséj Leonídovič Pážitnov y como Pajitnov en francés, inglés y portugués; Moscú, 16 de abril de 1955) es un ingeniero informático y desarrollador de videojuegos ruso, conocido por ser el creador de Tetris.
A pesar de haber sido el desarrollador de Tetris, Pázhitnov no recibió derechos de autor, ya que estos eran propiedad de su empleador, el gobierno de la entonces Unión Soviética, que lo distribuyó a lo largo del país y de Europa oriental. Sólo empezó a obtener derechos de autor hacia 1996, cuando él y Henk Rogers formaron la empresa The Tetris Company.

## Biografía
Pázhitnov creó Tetris con la ayuda de Dmitri Pavlovski y Vadim Gerasimov en 1984. El juego, disponible por primera vez en la Unión Soviética, apareció en Occidente en 1986. El Tetris fue licenciado y gestionado por la empresa soviética Elorg que había sido fundada especialmente para este propósito y lo anunció con el lema "desde Rusia con amor" (en NES: "¡Desde Rusia con Diversión!"). Pázhitnov, junto con Vladímir Pojilko, se mudó a los Estados Unidos en 1991 y más tarde, en 1996, fundó la empresa The Tetris Company con Henk Rogers.
Ayudó a diseñar los rompecabezas en las versiones de NES y también diseñó todo el sistema. Este comenzó a trabajar para Microsoft en 1996 y formó parte del equipo que crea los videojuegos para MSN. Ha creado también una nueva versión de Hexic para la Xbox 360. En agosto de 2005 abandonó Microsoft y fue anunciada su contratación por WildSnake Software, para la creación de nuevos juegos del tipo rompecabezas.
En 2015 fue galardonado con el premio Vizcaya de Fun & Serious Game Festival.